# Liste der württembergischen Lokomotiven und Triebwagen
|  |

In dieser Liste sind die Lokomotiven und Triebwagen der Königlich Württembergischen Staats-Eisenbahnen aufgeführt.

## Bezeichnung der Lokomotiven
Die Württembergische Staatsbahn hat beginnend ab 1845 ihre Lokomotiven in Klassen eingeteilt. Die erste Einteilung erfolgte fortlaufend der Beschaffung der einzelnen Fahrzeuge in die Klassen I bis VII.
Dieses Schema erwies sich im Einsatz als unpraktisch, so dass 1858 ein neues System eingeführt wurde.
- A – Leichte Schnell- und Eilzuglokomotiven
- B – Schwere Schnell- und Eilzuglokomotiven
- C – Leichte Personenzuglokomotiven
- D – Schwere Personenzuglokomotiven
- E – Leichte Güterzuglokomotiven
- F – Schwere Güterzuglokomotiven
- T – Tenderlokomotiven

In einigen Fällen zeichnete man die bisherigen Klassen einfach um. In anderen Fällen wurden Neubauten und Umbauten in einer Klasse trotz unterschiedlicher Bauart zusammengefasst.
Im Laufe der Zeit zeigten sich die Mängel des Systems. Vor allem die Einteilung in „leichte“ und „schwere“ Loks war unglücklich. Außerdem reichten die Klassen für neue Lokomotiven nicht mehr aus. Deshalb wurde das Schema ab 1892 leicht verändert. Durch Ausmusterung freigewordene Klassen wurden wieder neu besetzt.
- A bis E – Reisezuglokomotiven
- F bis K – Güterzuglokomotiven
- T – Tenderlokomotiven

Die einzelnen Klassen unterteilte man nochmals mittels Kleinbuchstaben um bestimmte Eigenschaften sowie arabische Ziffern um einzelne Bauformen darstellen zu können.
- a – ältere Lokomotiven
- aa – sehr alt, ausmusterungsreif
- c – compound (Verbundtriebwerk)
- d – duplex (doppeltes Triebwerk = Mallet)
- h – Heißdampflokomotive
- n – Nebenbahnlokomotive
- z – Zahnradlokomotive
- s – Schmalspurlok 1000 mm Spurweite
- ss – Schmalspurlokomotive 750 mm Spurweite
- 3 — 3-Rad-Angetriebene Lokomotiven (z. B. T 3, Tss 3)
- 4 — 4-Rad-Angetriebene Lokomotiven (z. B. Tss 4)

Weiterhin wurden noch einige spezielle Bezeichnungen eingeführt wie KL für Kleinlokomotiven, DW für Dampftriebwagen, BW für Benzintriebwagen und AW für Akkumulatortriebwagen.
Namen erhielten die württembergischen Lokomotiven bis 1896. Als Namensgeber fungierten in der Regel geografische Bezeichnungen (Städte, Flüsse). Vielfach erhielten die Lokomotiven Namen aus der Umgebung des Einsatzgebietes. Bei einer Umbeheimatung wurde dann vielmals der Name geändert.
Neben den Namen erhielten die Lokomotiven auch Nummern. Bis 1890 wurde fortlaufend nummeriert bis 377. Ab diesem Zeitpunkt erhielten die neu beschafften Loks je Klasse eine spezielle Nummerngruppe, in der Regel hundert Zahlen, beginnend mit 401 zugeordnet.
Bei Umbauten wurden die Lokomotiven in eine neue Klasse eingeordnet, behielten jedoch ihre Betriebsnummer.

## Dampflokomotiven

### Lokomotiven der Anfangszeit für alle Zugarten
Diese Lokomotiven wurden zwischen 1867 und 1893 größtenteils umgebaut. Keine der Lokomotiven wurde mehr auf eine Betriebsnummer der Deutschen Reichsbahn umgezeichnet.
| Klasse (bis 1858) | Klasse (ab 1858)              | Bahnnummern                                            | Anzahl | Baujahr(e) | Bauart | Bemerkungen | Bild |
| ----------------- | ----------------------------- | ------------------------------------------------------ | ------ | ---------- | ------ | --- | ---- |
| I                 |                               | 1–3                                                    | 3      | 1845       | 2'B n2 | gebaut von Norris (USA), bereits 1861 ausgemustert |      |
| II                |                               | 4–6                                                    | 3      | 1845       | 1'B n2 | gebaut von Baldwin (USA), 1854 an die SCB verkauft |      |
| III               | C (alt), ab 1864 auch D (alt) | 7–29, 31, 33–34, 38–52                                 | 41     | 1846–1853  | 2'B n2 | verstärkte Lokomotiven ab 1864 als D (alt) bezeichnet |      |
| IV                | E (Alb)                       | 30, 32, 35–37                                          | 5      | 1849–1851  | C n2   | sog. „Alb“-Lokomotiven; erste Achse 1856 entkuppelt (1B n2) und 1859 durch Drehgestell ersetzt (2'B n2); Nr. 32 Ulm 1869 in Tenderlok umgebaut (2'B n2t) |      |
| V                 | C (alt), ab 1864 D (alt)      | 53–57                                                  | 5      | 1854       | 2'B n2 | verstärkte Lokomotiven ab 1864 als D (alt) bezeichnet |      |
| VI                | A (alt)                       | 58–63, 74–77, 96–97                                    | 12     | 1854–1860  | 2'B n2 | |      |
| VII               | D (alt)                       | 1"–6", 9", 10", 64–73, 90–95, 98–111, 120–124, 144–151 | 51     | 1856–1861  | 2'B n2 | |      |
|                   | E (alt)                       | 78–89, 112–119, 125–129                                | 25     | 1859–1863  | 2'B n2 | 4 Stck. 1872 an die EL verkauft |      |
|                   | B (alt)                       | 140–143, 178–179                                       | 6      | 1865–1868  | 2'B n2 | Drehgestell der Nr. 140 Wien 1890 versuchsweise durch radial einstellbare Vorlaufachse ersetzt (1'B n2)                                                  |      |

### Personen- und Schnellzuglokomotiven
| Klasse          | Bahnnummern                        | DR-Nummern   | Anzahl | Baujahr(e) | Bauart    | Bemerkungen | Bild |
| --------------- | ---------------------------------- | ------------ | ------ | ---------- | --------- | --- | ---- |
| D ab 1869: B/B2 | 180–183, 208–251, 270–295, 306–317 |              | 86     | 1868–1878  | 1B n2     | Nrn. 180–183 bei Lieferung als D eingereiht, 1869 in Klasse B umgruppiert, 1892 als B2 bezeichnet                                    |      |
| A ab 1892: Aa   | 69", 121", 318–327, 334–336        |              | 15     | 1878–1888  | 1B n2     | ältere Ausführung der 1B-Lokomotiven der Klasse A; 13 Stck. 1896–1905 der neueren Ausführung angeglichen und wieder als A bezeichnet |      |
| A               | 337–341, 363–367                   | 34 8102      | 10     | 1888–1891  | 1B n2     | neuere Ausführung der 1B-Lokomotiven der Klasse A                                                                                    |      |
| Ac              | 342–362, 368–377                   | 34 8201–8209 | 31     | 1889–1897  | 1B n2v    | |      |
| E               | 401–410                            |              | 10     | 1892       | 1'B1' n3v | |      |
| D               | 421–434                            |              | 14     | 1898–1905  | 2'C n4v   | |      |
| AD              | 441–500, 1501–1538                 | 13 1601–1624 | 98     | 1899–1907  | 2'B n2v   | |      |
| ADh             | 1541–1557                          | 13 1701–1714 | 17     | 1907–1909  | 2'B h2    | Heißdampfausführung der Klasse AD; Nrn. 1541–1542 als 1538–1539 geliefert                                                            |      |
| C               | 2001–2041                          | 18 101–137   | 41     | 1909–1921  | 2'C1' h4v | |      |

### Güterzuglokomotiven
| Klasse        | Bahnnummern                                                   | DR-Nummern | Anzahl | Baujahr(e) | Bauart  | Bemerkungen                                                      | Bild |
| ------------- | ------------------------------------------------------------- | ---------- | ------ | ---------- | ------- | ---------------------------------------------------------------- | ---- |
| F ab 1892: Fa | 8"…127", 130–139, 152–171, 184–207, 252–269, 296–305, 328–333 |            | 98     | 1864–1880  | C n2    | 96 Stck. 1890–1910 in Klassen Fa (Umbau) und F2 (Umbau) umgebaut |      |
| F2            | 601–606                                                       |            | 6      | 1889       | C n2    |                                                                  |      |
| Fc            | 611–735                                                       | 53 801–865 | 125    | 1890–1909  | C n2v   |                                                                  |      |
| G             | 801–805                                                       |            | 5      | 1892       | E n3v   | sog. „Elephanten“, mit Klose-Lenkwerk                            |      |
| F1c           | 501–506                                                       |            | 6      | 1893       | C n2v   | mit Klose-Lenkwerk                                               |      |
| F1            | 511–538                                                       |            | 28     | 1894–1896  | C n2    | mit Klose-Lenkwerk und Innenzylindern                            |      |
| H             | 811–818                                                       | 57 301–304 | 8      | 1905–1909  | E n2v   |                                                                  |      |
| Hh            | 821–846                                                       | 57 401–417 | 26     | 1909–1920  | E h2    | Heißdampfausführung der Klasse H                                 |      |
| K             | 1801–1815                                                     | 59 001–015 | 15     | 1917–1919  | 1'F h4v |                                                                  |      |
| K             | (1816–1844)                                                   | 59 016–044 | 29     | 1923–1924  | 1'F h4v | Nachbestellung, ganz oder teilweise mit DRG-Nummern geliefert    |      |
| G12           | 1901–1935                                                     | 58 501–535 | 35     | 1919–1920  | 1'E h3  | wie preuß. G 12                                                  |      |
| G12           | Cassel 5761–5768                                              | 58 536–543 | 8      | 1922       | 1'E h3  | Nachbestellung, mit preußischen Bahnnummern geliefert            |      |

### Tenderlokomotiven
| Klasse     | Bahnnummern | DR-Nummern   | Anzahl | Baujahr(e) | Bauart    | Bemerkungen | Bild |
| ---------- | ----------- | ------------ | ------ | ---------- | --------- | --- | ---- |
| B (Krauss) | 172–177     |              | 6      | 1867–1868  | B n2t     | Bauart Krauss |      |
| T3         | 885–994     | 89 301–410   | 110    | 1891–1913  | C n2t     | Nrn. 993–994 als B1 n2t 998–999 geliefert, 1894 in C n2t umgebaut und in 995–996 umgezeichnet, 1896 in 993–994 umgezeichnet |      |
| T3         | 996–999     | 89 411       | 4      | 1894–1896  | C n2t     | mit Klose-Lenkwerk, auch als T3L bezeichnet; Nr. 996 als 1000 bestellt, aber als 996 abgeliefert                            |      |
| T          | 1001–1010   | 88 7401      | 10     | 1896–1904  | B n2t     | Nr. 1001 als 1000 bestellt, aber als 1001 abgeliefert                                                                       |      |
| T9         | 1101–1110   | 91 2001–2010 | 10     | 1906–1907  | 1'C n2t   | wie preuß. T 93 |      |
| T4         | 851–858     | 92 101–108   | 8      | 1906–1909  | D n2t     | |      |
| T5         | 1201–1296   | 75 001–093   | 96     | 1910–1917  | 1'C1' h2t | |      |
| T6         | 1401–1412   | 92 001–011   | 12     | 1916–1918  | D h2t     | |      |
| T18        | 1121–1140   | 78 146–165   | 20     | 1919       | 2'C2' h2t | wie preuß. T 18 |      |
| T14        | 1441–1460   | 93 795–814   | 39     | 1921–1922  | 1'D1' h2t | wie preuß. T 141 |      |
| T14        | 1461–1479   | 93 832–850   | 39     | 1921–1922  | 1'D1' h2t | wie preuß. T 141 |      |
| Tn         | 1001–1030   | 94 101–130   | 30     | 1921–1922  | E h2t     | |      |
| Tk         | 1–2         |              | 2      | 1876       | B1 n2t    | 1899 mit der Kirchheimer Eisenbahn-Gesellschaft übernommen                                                                  |      |
| Tu         | 1–2         |              | 2      | 1873       | B n2t     | 1904 mit der Ermsthalbahn-Gesellschaft übernommen                                                                           |      |
| KL         | 1–2         |              | 2      | 1908       | B h2t     | Kleinlokomotiven mit Kittel-Kessel, 1910 aus einer Bestellung der WeEG übernommen                                           |      |

### Zahnradlokomotiven
Die württembergischen Zahnradlokomotiven wurden für die Strecken Honau–Lichtenstein und Freudenstadt–Klosterreichenbach gebaut.
| Klasse | Bahnnummern | DR-Nummern | Anzahl | Baujahr(e) | Bauart      | Bemerkungen                        | Bild |
| ------ | ----------- | ---------- | ------ | ---------- | ----------- | ---------------------------------- | ---- |
| Fz     | 591–599     | 97 301–307 | 9      | 1893–1904  | 1'C n2(4v)t | Nrn. 591–594 als 691–694 geliefert |      |
| (Hz)   |             | 97 501–504 | 4      | 1923–1925  | E h2(4v)t   | mit DRG-Nummern geliefert          |      |

### Umbaulokomotiven
Die Königlich Württembergischen Staatseisenbahnen bauten in weitaus stärkerem Maße als andere deutsche Staatsbahnen ältere Lokomotiven um, um sie noch weiterverwenden zu können. Diese Umbautätigkeit lässt sich in zwei Zeitabschnitte einteilen: In der ersten, von 1867 bis 1887 währenden Umbauperiode unter den Obermaschinenmeistern Heinrich von Brockmann und Adolf Groß wurden ältere 2'B-Lokomotiven in steifachsige 1B-Maschinen und Tenderlokomotiven verschiedener Achsfolgen umgebaut. Unter den Obermaschinenmeistern Adolf Klose und Eugen Kittel wurden in der zweiten Umbauperiode zwischen 1887 und 1910 die letzten vorhandenen 2'B-Lokomotiven weiterhin zu Tenderlokomotiven umgebaut und ältere 1B- und C-Bauarten, die zum Teil bereits selbst durch Umbau entstanden waren, den neueren Lokomotivtypen in Aussehen und Leistungsfähigkeit angepasst.

#### Erste Umbauperiode 1867–1887
| Klasse     | Bahnnummern | DR-Nummern | Anzahl umgebaut | Baujahr(e) | Bauart  | Bemerkungen                                                                                     | Bild |
| ---------- | ----------- | ---------- | --------------- | ---------- | ------- | ----------------------------------------------------------------------------------------------- | ---- |
| B3         | 1"…148      |            | 51              | 1867–1883  | 1B n2   | Umbau aus 1 B (Umbau), 5 C (alt), 45 D (alt)                                                    |      |
| D (Umbau)  | 4"…48       |            | 16              | 1867–1874  | 1B n2   | Umbau aus 10 C (alt), 6 D (alt)                                                                 |      |
| B2 (Umbau) | 7…128       |            | 16              | 1868–1882  | 1B n2   | Umbau aus 9 A (alt), 2 D (alt), 5 E (alt)                                                       |      |
| B (Umbau)  | 21…125      |            | 16              | 1869–1884  | 1B n2   | Umbau aus 3 A (alt), 5 D (alt), 1 D (Umbau), 7 E (alt)                                          |      |
| T2a        | 36, 37      |            | 2               | 1872–1875  | 1B n2t  | Umbau aus E (Alb)                                                                               |      |
| E (Umbau)  | 88, 118     |            | 2               | 1873–1874  | 1'B n2  | Umbau aus E (alt)                                                                               |      |
| T4a        | 3"…123      |            | 11              | 1874–1886  | 2'B n2t | Umbau aus 7 D (alt), 1 D (Umbau), 1 E (alt), 2 E (Alb)                                          |      |
| T (Umbau)  | 87…129      |            | 7               | 1879–1887  | B n2t   | Umbau aus E (alt); 1 Lok mit Nummer und Namen der ausgemusterten D (alt) 105 Kirchberg versehen |      |
| Aa (Umbau) | 142, 179    |            | 2               | 1882       | 1B n2   | Umbau aus B (alt)                                                                               |      |

#### Zweite Umbauperiode 1887–1910
| Klasse                 | Bahnnummern      | DR-Nummern | Anzahl | Baujahr(e) | Bauart  | Bemerkungen                                     | Bild |
| ---------------------- | ---------------- | ---------- | ------ | ---------- | ------- | ----------------------------------------------- | ---- |
| T2aa                   | 88, 118          |            | 2      | 1887–1892  | 1B n2t  | Umbau aus E (Umbau)                             |      |
| T2                     | 4"…150           |            | 15     | 1890–1894  | 1B n2t  | Umbau aus 1 D (alt), 14 D (Umbau)               |      |
| Fa (Umbau) ab 1906: F2 | 127"…267         |            | 8      | 1890–1892  | C n2    | Umbau aus F (ab 1892: Fa)                       |      |
| F2 (Umbau)             | 8"…333           | 53 8301    | 88     | 1891–1910  | C n2    | Umbau aus F (ab 1892: Fa)                       |      |
| T4n                    | 101…151          |            | 6      | 1891–1895  | 2'B n2t | Umbau aus D (alt)                               |      |
| Ab                     | 7…313            |            | 16     | 1893–1902  | 1B n2   | Umbau aus 3 B, 1 B (Umbau), 2 B2, 10 B2 (Umbau) |      |
| Fb                     | 12…148           |            | 12     | 1895–1899  | 1'C n2  | Umbau aus B3                                    |      |
| A (Umbau)              | 318–327, 334–336 | 34 8101    | 13     | 1896–1905  | 1B n2   | Umbau aus Aa                                    |      |

### Schmalspurlokomotiven

#### 1000 mm Spurweite
Die für Meterspur gebauten württembergischen Schmalspurlokomotiven waren für die Strecke Nagold–Altensteig bestimmt.
| Klasse | Bahnnummern | DR-Nummern | Anzahl | Baujahr(e) | Bauart | Bemerkungen                                                                    | Bild |
| ------ | ----------- | ---------- | ------ | ---------- | ------ | ------------------------------------------------------------------------------ | ---- |
| Ts4    | 1–3         | 99 171–173 | 3      | 1891–1899  | D n2t  | mit Klose-Lenkwerk                                                             |      |
| Ts3    | 10          |            | 1      | 1891       | C n2t  | Bauart Krauss; ehemalige Baulokomotive, 1900 als Betriebslokomotive übernommen |      |
| Ts3    | 9           | 99 121     | 1      | 1900       | C n2t  | Bauart Borsig; 1904 aus dem Bestand der WEG übernommen                         |      |
| (Ts5)  |             | 99 191–194 | 4      | 1927       | E h2t  | von der DRG beschafft, mit DRG-Nummern geliefert                               |      |

#### 750 mm Spurweite
Die für 750 mm Spurweite gebauten württembergischen Schmalspurlokomotiven wurden für folgende Strecken beschafft:
- Marbach–Beilstein–Heilbronn
- Lauffen–Güglingen–Leonbronn
- Schussenried–Buchau–Riedlingen
- Biberach–Warthausen–Ochsenhausen

| Klasse | Bahnnummern | DR-Nummern | Anzahl | Baujahr(e) | Bauart   | Bemerkungen                                                       | Bild |
| ------ | ----------- | ---------- | ------ | ---------- | -------- | ----------------------------------------------------------------- | ---- |
| Tss4   | 11–13       | 99 621–622 | 3      | 1894       | D n2t    | mit Klose-Lenkwerk, für Marbach–Beilstein                         |      |
| Tss3   | 21–24       | 99 501–504 | 4      | 1896       | C n2t    | mit Klose-Lenkwerk, für Lauffen–Güglingen und Schussenried–Buchau |      |
| Tssd   | 41–49       | 99 631–639 | 9      | 1899–1913  | B'B n4vt | Gelenklokomotive Bauart Mallet                                    |      |

## Triebwagen
| Klasse | Bahnnummern | DR-Nummern | Anzahl | Baujahr(e) | Bauart     | Bemerkungen                                                                                           | Bild |
| ------ | ----------- | ---------- | ------ | ---------- | ---------- | --- | ---- |
| BW     | 1–5         |            | 5      | 1887–1900  | A1 bm      | Benzintriebwagen                                                                                      |      |
| DW     | 1–5         |            | 5      | 1895–1901  | A1 n2      | Dampftriebwagen mit Serpollet-Kessel; Nr. 1 1908 ausgemustert, Nrn. 2–5 mit Kittel-Kessel ausgerüstet |      |
| DW     | 6–17        | CidT 9–13  | 12     | 1903–1909  | A1 h2      | Dampftriebwagen mit Kittel-Kessel                                                                     |      |
| AW     | 1           |            | (1)    | (1897)     | Bo'2' g2t  | Akkumulatorentriebwagen, umgebaut aus einem zweiachsigen Personenwagen Gattung E; 1908 rückgebaut     |      |
| DWss   | 1           |            | 1      | 1907       | (1A)'2' h2 | Dampftriebwagen mit Kittel-Kessel für 750 mm Spurweite                                                |      |